# Colletotrichum ampelinum
Colletotrichum ampelinum är en svampart som beskrevs av Cavara 1889. Colletotrichum ampelinum ingår i släktet Colletotrichum och familjen Glomerellaceae.   Inga underarter finns listade i Catalogue of Life.